# Franz Josef Brakl

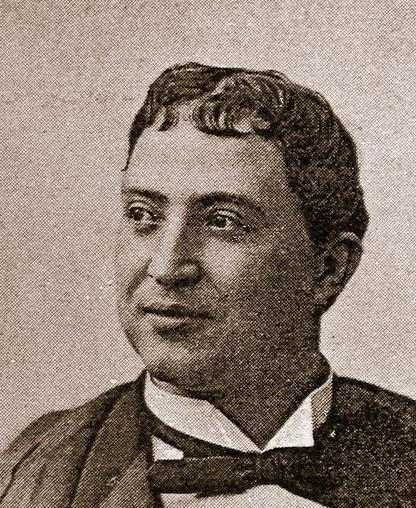
Franz Josef Brakl

Franz Josef Brakl, auch Franz-Josef Brakl (* 22. Juni 1854 in Tyrnau, Ungarn; † 18. März 1935 in München) war ein österreichischer Opern- und Operettensänger (Tenor), Theaterdirektor und Galerist.

## Leben
Franz Josef Brakl stammte aus äußerst ärmlichen Verhältnissen. Als er fünf Jahre alt war, kam er nach Wien. Dort besuchte er die Handelsakademie, bevor er die „Theaterakademie Niklas“ absolvierte. Sein Debüt hatte er 1869 in Wien. Dem folgten Engagements in Villach, Baden, Brünn und Budapest, wo er auch Opernpartien sang. Vom Berliner Woltersdorff-Theater kam er 1876 als lyrischer Tenor an die Komische Oper in Wien. Dort wurde er vom Intendanten des Münchner Königlichen Theaters am Gärtnerplatz, Karl von Perfall, entdeckt und sofort engagiert: „Nie hatte ein Sänger rascher auf neuem Boden Fuß gefasst. Denn Brakl eroberte die Herzen der Münchner im Sturm und genoss als Vertreter der heiteren Muse eine Gunst, um die ihn mancher Große der Oper beneiden mochte. Nur sein Bruder Adolf, der seit 1881 häufig als Gast, vielfach sogar in den gleichen Rollen, hier auftrat, durfte sich mit ihm messen ... Im Februar 1883, in der ersten Münchner Aufführung des Bettelstudenten teilten sich die Brüder in den Rollen der Studenten Jan und Simon und bildeten zusammen mit Eduard Brummers Ollendorf ein Quartett von idealer Besetzung“.
Ein besonderes Ereignis war seinerzeit die Uraufführung der Operette Die Fornarina von Carl Zeller am 18. Oktober 1879. Franz Josef Brakl sang die Hauptpartie des Malers Rafael Sanzio. Ferner wirkten unter anderem mit Amalie Schönchen, Agnes Lang-Ratthey und Max Hofpauer. Am 1. Juni 1898 übernahm Franz Brakl die Direktion des Gärtnerplatztheaters. Diese gab er ein Jahr später ab, nachdem er sich wenige Tage zuvor als Lancelot – einer Bufforolle – in der Operette Die Puppe (La Poupée), von Edmond Audran, von seinem Publikum verabschiedet hatte. Er hatte ferner viele Jahre die administrative Leitung des Schlierseer Bauerntheaters inne und schrieb 1892 das Opernlibretto für Edelweiß.
Seine Brüder Adolf Brakl und C. M. Brakl waren Theaterschauspieler und Sänger, seine Schwägerin war die ungarische Opernsängerin Elvira Schweida.

## Kunsthaus Brakl

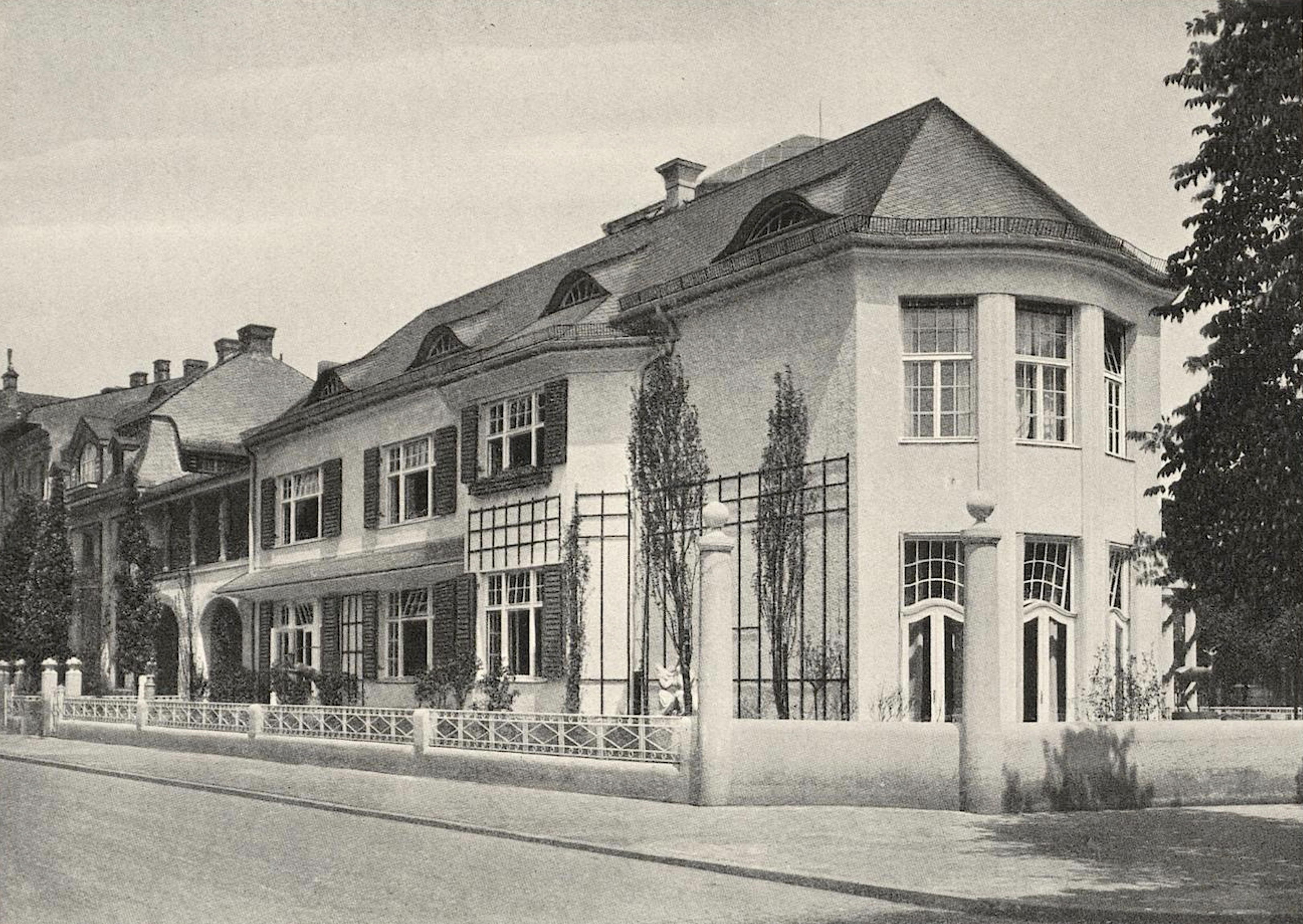
Brakls Kunsthaus (vorne Galerie, hinten Wohnhaus), München, Lessingstraße 2

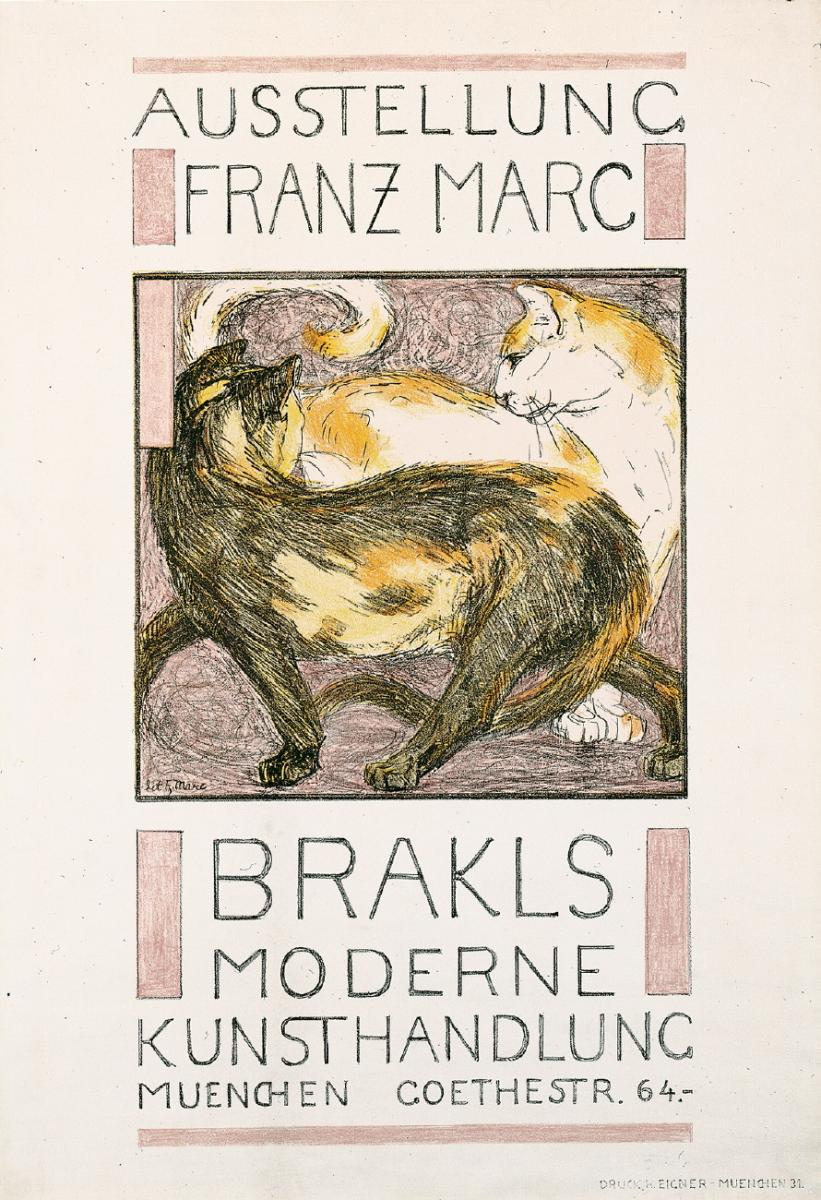
Plakat für Franz Marc Ausstellung, 1910

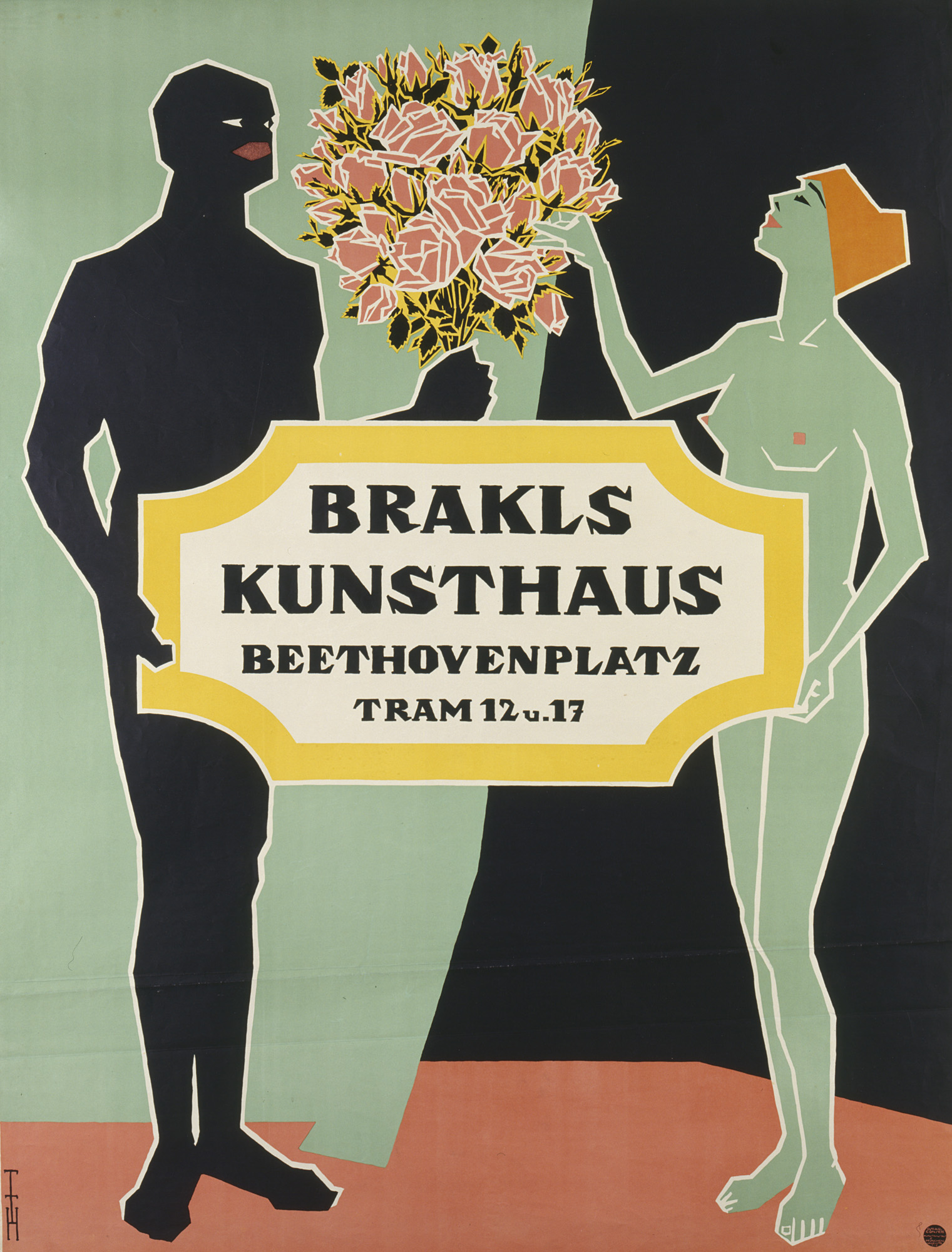
Plakat von Thomas Theodor Heine für Brakls Kunsthaus

1905 zog sich der Künstler vom aktiven Theaterleben zurück. Franz Josef Brakl, schon seit seiner Jugend ein leidenschaftlicher Sammler von Gemälden, gründete das „Kunsthaus Brakl“, das sich bald eines guten Rufs weit über die Grenzen der Stadt hinaus erfreute. So hatte der Kunstfreund beispielsweise für Franz Marc, den er mit August Macke bekannt machte, die erste Einzelausstellung im Februar 1910 organisiert, die seinerzeit für Furore sorgte. Ebenso erfolgreich war eine Ausstellung (Anfang der 1920er Jahre) von Tierplastiken des Bildhauers und freischaffenden Künstlers der Porzellanfabrik Lorenz Hutschenreuther Wilhelm Krieger. Auch die Künstler der „Scholle“ wurden von Brakl ausgestellt.
Im Jahr 1913 ließ der Kunstmäzen für sich und seine Frau sowie zur repräsentativen Darstellung seiner vielen Gemälde und Skulpturen von dem damaligen „Star-Architekten“ Emanuel von Seidl das sogenannte Braklhaus, eine herrschaftliche Villa, erbauen. Nun veränderte Brakl auch die Präsentationsweise. Argumentierte er vorher für die Ausstellung der angebotenen Werke in Wohnraumsimulationen, so dass der Käufer die Wirkung des Werks abschätzen könnte, strebte er nun die Ausstellung in großen Sälen an, um Fernwirkung zu ermöglichen. Von einem Oberlichtsaal gelangte natürliches Licht durch eine Öffnung im Boden in den darunterliegenden Saal. Im Oberlichtsaal selbst ließ Brakl eine schwarze Wandbespannung anbringen, die 1913 noch ungewöhnlich für die Präsentation von Kunst war. Es gab jedoch schon vorher Hängungen auf schwarzen Wänden, vor allem bei Künstlern wie Oskar Kokoschka und Arnold Böcklin.
Nach dem Ersten Weltkrieg musste Brakl wegen der schlechten Wirtschaftslage die Galerieräume in das Wohnhaus verlegen. Ein geplanter Umbau durch den Architekten Theodor Fischer in eine Versteigerungshaus kam nicht zur Ausführung. Letztlich musste Brakl sein Wohnhaus und die Galerieräume 1929 verkaufen. Die Universität kaufte und richtete in den Galerieräumen die Medizinische Fachbibliothek und 1939 im ehemaligen Wohnhaus das Institut für Geschichte der Medizin ein.
2014 wurde das Gebäude durch das Staatliche Bauamt München vorbildlich restauriert und ist als Medizinische Lesehalle der Münchner Universität bekannt. Der ursprünglicher Bestand an Büchern und Zeitschriften ist weitgehend Stiftungen der Münchener Medizinischen Wochenschrift zu verdanken.

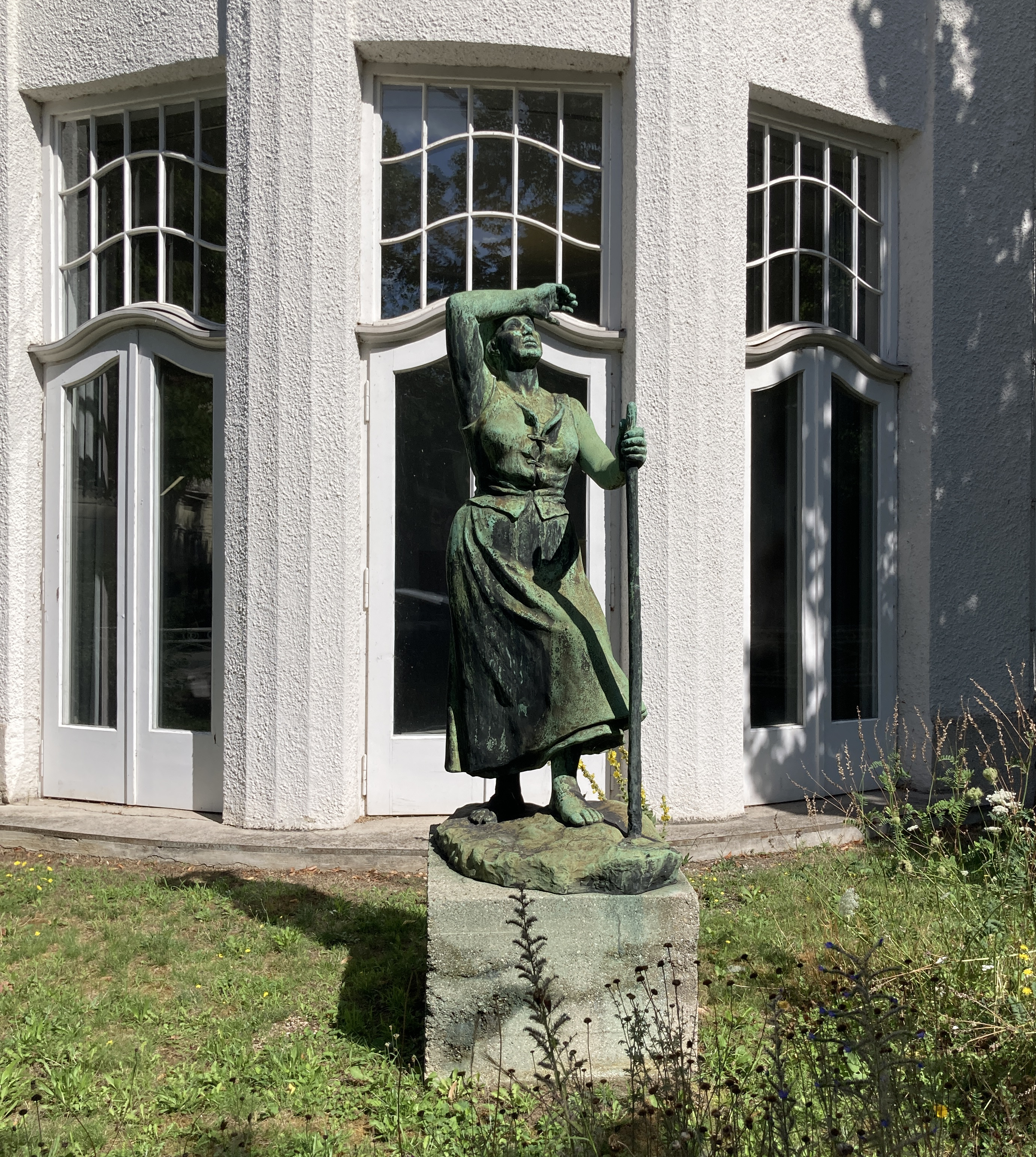
Bronze Statue einer Bäuerin von Fritz Gärtner (1911) im Vorgarten des ehemaligen Galeriehauses

An die Nutzung des Gebäudes als Kunstgalerie erinnern noch zwei Plastiken des Malers und Bildhauers Fritz Gärtner, den Brakl in seiner Galerie ausgestellt hatte: ein Relief mit Schnitterinnen und Schnittern an der Fassade des Hauses und die Bronzefigur einer Bäuerin (1911) im Vorgarten der Galerie.

## Publikationen (Auswahl)
- Moderne Spieloper. München/Leipzig 1886.
- Gedenkschrift anläßlich des 25-jährigen Bestehens des Gärtnerplatztheaters. München 1890.